# Jacques Neveu
Pour l’article homonyme, voir Neveu.
Jacques Neveu est un probabiliste franco-belge, né le 14 novembre 1932 à Watermael-Boitsfort et mort le 17 mai 2016 dans le 13e arrondissement de Paris. Il est un des pères fondateurs de l'école française de probabilités et statistique.

## Carrière

### Historique
Jacques Neveu effectue sa thèse de doctorat sous la direction de Robert Fortet en 1955. Elle s'intitule : Étude des semi-groupes de Markoff.
En 1960, Jacques Neveu est, avec Robert Fortet, l'un des deux premiers membres du LPMA. Il en prend la direction en 1980 jusqu'en 1989 où Jean Jacod prend le relais. 
En 1962, il est chargé de cours au Collège de France. En 1967 il est lauréat du prix Francœur.
Dans les années 1970, il est professeur à l'Université Paris VI puis à l'École polytechnique.
En 1976, il donne un cours à l'école d'été de Saint-Flour. En 1977, il préside la Société mathématique de France. 
De 1969 à 1987, Jacques Neveu encadre 19 étudiants en thèse dont Nicole El Karoui ou Pierre Priouret par exemple.  
En 1991, il fonde le groupe MAS de la SMAI qui lui consacre une journée de commémoration en 2010.

### Recherche
Jacques Neveu est un des pères fondateurs de la théorie moderne des probabilités.
Ses travaux sur les processus de Galton-Watson et les arbres de Galton-Watson sont souvent cités par les auteurs du domaine. Son formalisme des arbres est notamment repris à son nom : la notation de Neveu.
Jacques Neveu a également été un fin pédagogue.

## Commémoration
Plusieurs mathématiciens ont rendu hommage à Jacques Neveu pour son influence sur la théorie moderne des probabilités.
En l'honneur de Jacques Neveu, un prix est décerné par le groupe MAS de la SMAI à de nouveaux docteurs français en probabilité ou statistique.

### Prix Jacques-Neveu
Les lauréats sont :
- 2008 : Pierre Nolin ;
- 2009 : Amandine Véber ;
- 2010 : Sébastien Bubeck et Kilian Raschel ;
- 2011 : Nicolas Curien ;
- 2012 : Pierre Jacob et Quentin Berger ;
- 2013 : Adrien Kassel ;
- 2014 : Emilie Kaufmann et Julien Reygner ;
- 2015 : Erwan Scornet ;
- 2016 : Anna Ben-Hamou ;
- 2017 : Aran Raoufi ;
- 2018 : Elsa Cazelles ;
- 2019 : Léo Miolane ;
- 2020 : Barbara Dembin et Jaouad Mourtada ;
- 2021 : Armand Riera ;
- 2022 : Jeanne Boursier et Ivailo Hartarsky [8];
- 2023 : Alice Contat et Javier Gonzalez Delgado [9];